# Wynona's Big Brown Beaver
«Wynona's Big Brown Beaver» es el primer sencillo del álbum Tales from the Punchbowl de la banda de rock estadounidense Primus, publicado en 1995 por Interscope Records. La canción fue nominada a un premio Grammy por "mejor interpretación de hard rock" en 1996. De todos los miembros de la banda, solamente Larry LaLonde asistió al evento. Finalmente el premio le fue otorgado a la banda Pearl Jam por su canción "Spin the Black Circle".
El nombre de la canción ha generado cierta controversia al atribuírsele a la actriz Winona Ryder. Les Claypool ha declarado en numerosas ocasiones que la canción no trata de alguien en particular, además de expresar sorpresa cuando se le atribuye a la actriz y no a la cantante de música country Wynonna Judd, considerando que la canción está influenciada en ese tipo de música y teniendo en cuenta el hecho de que el nombre de la cantante contiene la letra "y" al igual que el nombre utilizado en la canción. Dave Pirner, líder de la agrupación Soul Asylum y novio de Winona Ryder en ese entonces, se refirió a Les Claypool con palabras insultantes en uno de sus conciertos.

## Lista de canciones del sencillo
1. «Wynona's Big Brown Beaver» – 4:23
2. «Hello Skinny/Constantinople» – 4:44 (versión de The Residents)
3. «Hellbound 17½ (Theme From)» – 2:59
4. «Have a Cigar» – 5:26 (versión de Pink Floyd) (disponible en la versión alemana del sencillo)

## Listas de éxitos
| Lista (1995)                      | Posición |
| --------------------------------- | -------- |
| Australia (ARIA)                  | 80       |
| EE. UU. Billboard Hot 100 Airplay | 62       |
| EE. UU. Alternative Rock Tracks   | 12       |
| EE. UU. Mainstream Rock Tracks    | 23       |